# Matic Supovec
Matic Supovec, slovenski glasbenik in tekstopisec, * 4. december 1984.
Je vokalist ansambla Unikat. Jeseni 2019 je tekmoval v oddaji Znan obraz ima svoj glas, kjer je bil eden izmed štirih finalistov.

## Avtorske skladbe
- Zapleši z nami (izv. Unikat)
- Greva počasi (izv. Unikat)
- Kaj pa ti (izv. Unikat)
- Kar je moje je tvoje (izv. Unikat)
- Pesem združuje (izv. Unikat)
- Srce ne razume (izv. Unikat)
- Sreča je (izv. Unikat)
- Stolp ljubezni (izv. ansambel Kozjanski lumpi)
- Z njim bo lepše (izv. Mladi upi)
- Zdaj me poglej (izv. Mladi upi)